# Derrahi Bousselah
Derrahi Bousselah est une commune de la wilaya de Mila en Algérie, distante de 54 km du chef-lieu de wilaya.

## Géographie
La commune de Derradji Bousselah est située à 10 km au Sud de Ferdjioua. Elle est traversée par l'oued Bousselah.

### Localisation
| Ain Beida Harriche | Ferdjioua          |                       |
| Djemila (Sétif)    | Derradji Bousselah | Bouhatem              |
| Belaa (Sétif)      |                    | Benyahia Abderrahmane |

### Lieux dits et hameaux
Les lieux-dits de Derrahi Bousselah sont : Oued El Bab, Guessas, Mechtat El Kef, Mechtat El Assam, Tabouda, Ain Merouane, Ain Beida, Zemra, Cherarou, Dar El Hamra, Azela, Akbab, Chaâb N'cham, Kerkar et Ras Djebel.

## Histoire
Connu sous le nom de Ouled Z'rar ou Ouled Zeghar, le territoire est élevé au rang de douar de la commune de Fedj Mzala, sous le nom de Douar Bousselah par arrêté le 8 février 1895. Elle devient une commune en 1984 sous le nom de Derrahi Bousselah.

## Démographie
| 1884  | 1892  | 1897  | 1902  | 1928  | 1987  | 1998   | 2008   |
| ----- | ----- | ----- | ----- | ----- | ----- | ------ | ------ |
| 2 066 | 2 662 | 3 931 | 3 764 | 3 777 | 8 678 | 10 417 | 10 013 |

## Administration
Les maires de la commune sont :
- Ahmed Abdelaali (2007-2012)
- Ahmed Boulekrinate (2017-2022)